# Shivpal Singh
Shivpal Singh (* 6. Juli 1995 in Varanasi, Uttar Pradesh) ist ein indischer Leichtathlet, der sich auf den Speerwurf spezialisiert.

## Sportliche Laufbahn
Erste internationale Erfahrungen sammelte Shivpal Singh bei den Asienspielen 2018 in Jakarta, bei denen er mit 74,11 m den achten Platz belegte. Im Jahr darauf gewann er bei den Asienmeisterschaften mit neuer Bestleistung von 86,23 m die Silbermedaille hinter dem Taiwaner Cheng Chao-tsun. Zudem qualifizierte er sich für die Weltmeisterschaften ebendort im Oktober, bei denen er mit 78,97 m aber nicht das Finale erreichte. Anschließend siegte er mit einer Weite von 83,33 m bei den Militärweltspielen in Wuhan. 2021 nahm er an den Olympischen Spielen in Tokio teil, verpasste dort aber mit 76,40 m den Finaleinzug. Wegen Dopings wurde er 2022 für vier Jahre gesperrt. 2023 wurde die Sperre auf ein Jahr reduziert.